# 梁 (建築)

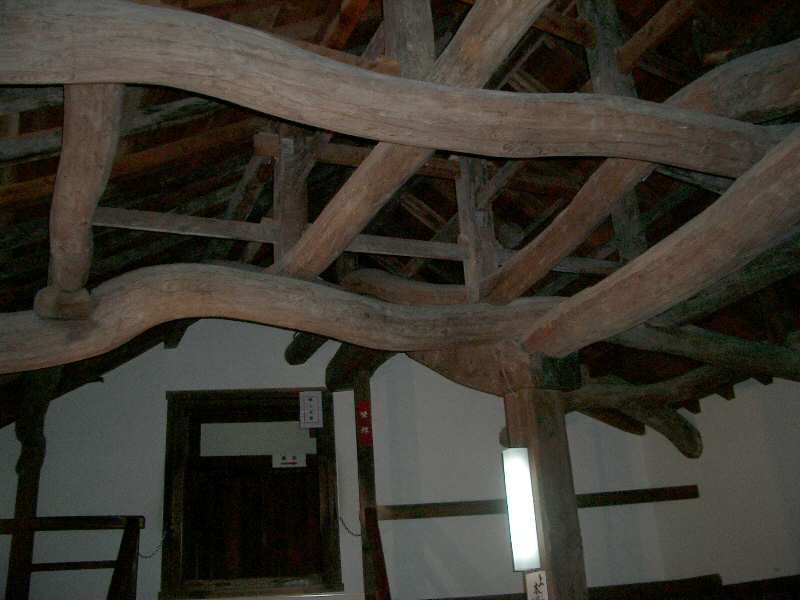
彦根城の梁

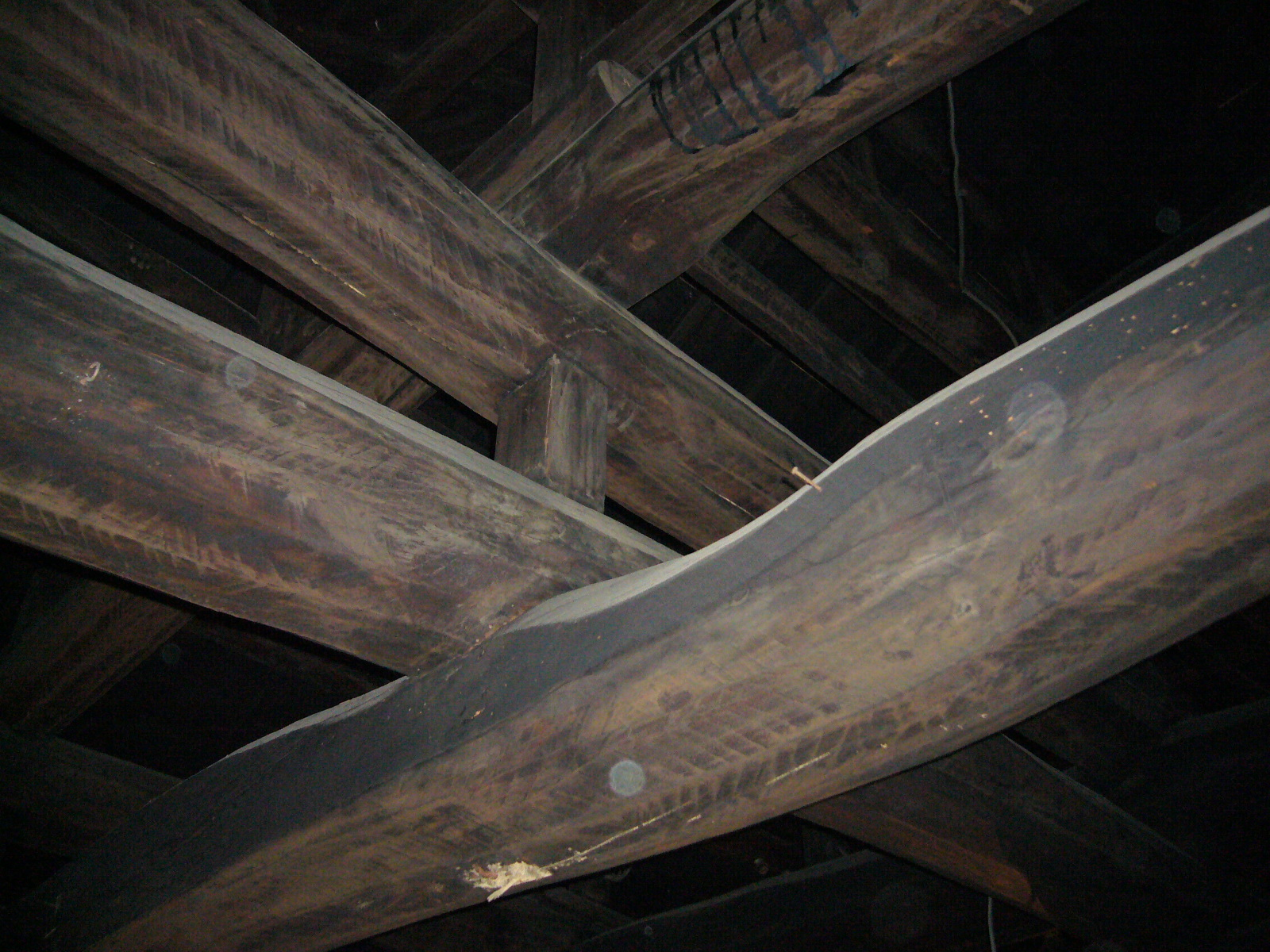
江戸時代の民家の梁

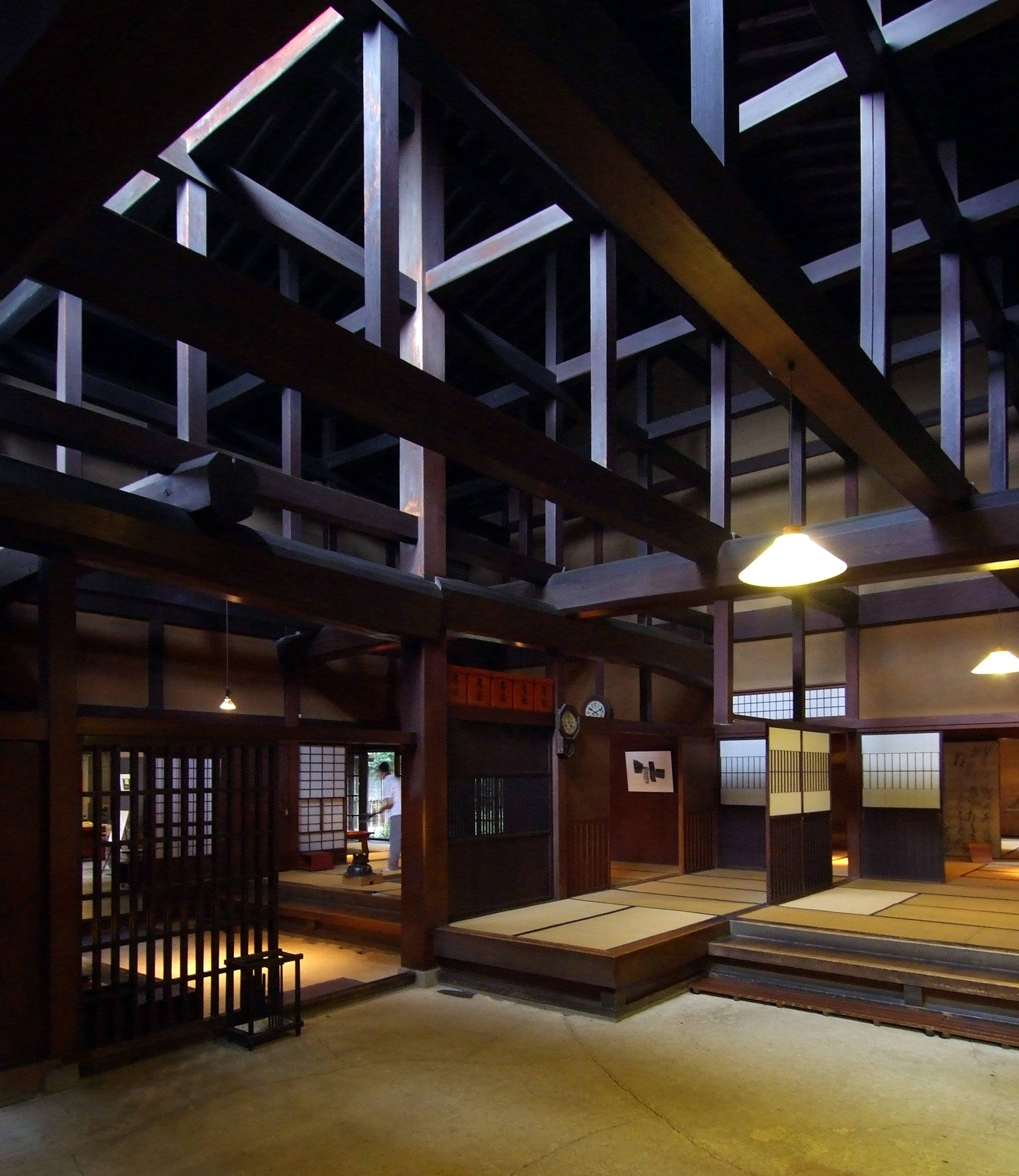
明治時代の町屋「吉島家」（岐阜県高山市）の梁

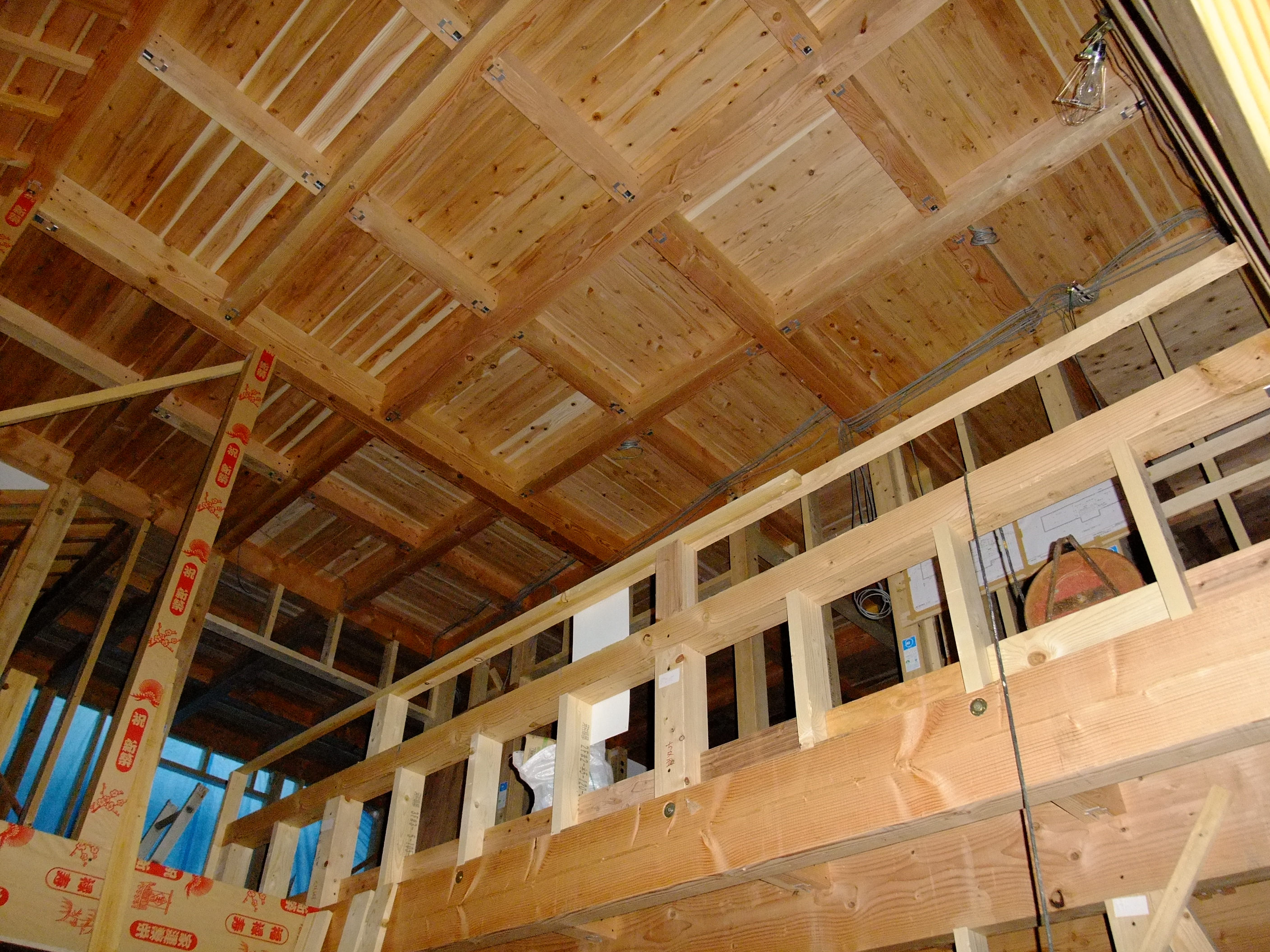
現代の住宅の梁（米松）：ドリフトピン工法

梁（はり、りょう）とは建物の水平短径方向に架けられ、床や屋根などの荷重を柱に伝える材のことであり、主に曲げ応力を担う。
梁はおもに鉛直荷重を伝えるが、地震などに際しては水平方向の荷重を支えることにもなる。
梁にかけられた荷重は、柱・壁・大梁に伝えられる。梁の端部に柱があるものを大梁、柱に直接繋がっていないものを小梁とよぶ。W造・S造・SRC造と算定方法は異なる。
梁の特性は、断面形状・長さ・材料によって決定される。現代の建築においては、梁はおもに鉄骨・鉄筋コンクリート・木材で造られる。鉄骨製の梁部材に広く使われるのは、幅の広いフランジを持ったH形鋼であり、橋梁にも用いられる。その他にも、溝型鋼、山型鋼、パイプなどの型鋼が梁に用いられている。

## 構造特性

均等に鉛直荷重のかかる梁の変形。点線が中立軸である。

梁に荷重がかかると、内部には、圧縮・引張・曲げ・剪断応力がはたらく。
鉛直荷重がはたらいた場合、たいてい梁は下に凸となるような形にたわみを生じ、上部はわずかに縮み、逆に下部は伸びるように変形する。また、断面のおよそ上下半分近辺には伸びも縮みもせず、圧縮応力も引張応力も生じない面があり、そこは「中立軸」と定義される。
コンクリートは圧縮に強い一方、引張に弱いという欠点がある。このため鉄筋コンクリート構造では引張側（通常は下側、片持ち梁は上側）に鉄筋を入れることで補強している。（現実には、地震などを考慮し、上下両側に鉄筋を入れることがほとんど。）さらに、引張によるひび割れを防ぐため、予め圧縮力のかかったプレストレスト・コンクリート(PC)梁が造られている。これは高強度鋼の線で圧縮力をかけながら型枠内で硬化させて製造する。PC梁は主に高速道路の橋などの大規模構造物に用いられる。
梁の構造解析に使われるモデルとして、曲げを受けた断面内での剪断変形が生じないと仮定したオイラー・ベルヌーイ梁が用いられる。また、梁の変形の数学的な解法として「仮想仕事法」および「たわみ角法」がある。
梁の変形の計算が綿密に行われるのは、梁自体の破壊が問題というよりもむしろ、変形に追随しきれないガラスなどの破壊を避けるためである。意匠的な観点からも、梁のたわみはなるべく生じないように設計することが望まれる。たとえ構造的に安全ではあっても、見た目にわかるようなたわみがあれば、美観を損なったり心理的な不安を生じたりするからである。
強い梁 （弾性係数が高く、断面二次モーメントの大きいもの）ほど、たわみを生じにくい。梁の内部応力を数学的に求める方法は、モーメント分配法および弾性マトリックス法がある。

## 一般的な断面形状

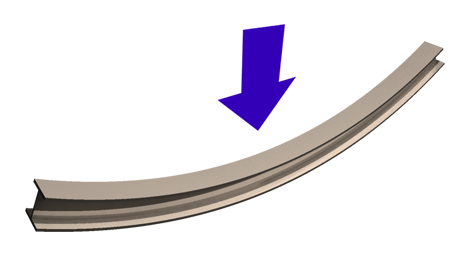
I型断面を持つ梁が有利となる曲げの模式図。

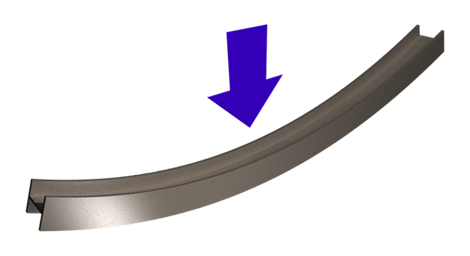
I型断面を持つ梁の利点を発揮できない方向の曲げの模式図。

鉄筋コンクリート製の梁は、主に長方形の断面形状を持つが、最も効率（ここでいう「効率」とは、同じ断面積でどれだけ大きな荷重に耐え、たわみが生じにくい梁が得られるかを意味する）のよい断面形状はよくある鉄骨のような I 字型である。
中立軸から離れた位置、すなわちフランジ部分に多くの断面積を割り当てることにより、同じ断面積でより大きな断面二次モーメントを稼ぐことができるからである。
I字型断面の梁は、フランジが上下を向いている場合、鉛直方向の曲げ応力に対してのみ有利であり、水平方向の荷重には弱い。
鉛直・水平の両方向の荷重に対して有利な断面形状は、ちょうど “口”の字型の箱状の構造である。この形状では、できるだけ中立軸から離れた位置に断面を集中させつつ、縦横両方に同等の断面二次モーメントを持たせることができるからである。この断面を持つ鋼材として、角形鋼管が広く用いられている。
他にも、L型（アングル）、C型（チャネル）などの断面形状を持った型鋼が適材適所で用いられている。

## 梁の材質
梁の材料として広く用いられるのは、木材、鉄筋コンクリート、鉄骨などである。特に鋼材は梁として用いられることを前提とした型鋼が製造されている。
古くは石造建築にも梁が用いられていたが、石材は曲げに弱く、長スパンがとりにくいという欠点があった。
石造の柱は、あらかじめ分割して採取・加工・運搬し、積み上げれば鉛直方向の圧縮力で構造が成立する。しかし、直線状の横架梁ではスパンの中間に継ぎ目を入れることは困難となるため、寸法上の制約が発生するのである。
圧縮のみで成立し、小さな部材でも長スパンを飛ばすことのできるアーチ構造が普及すると、石造梁はインドなど一部の地域を除いてしだいに廃れていった。
長い間、木材からはその原木を上回るサイズの材がとれない、繊維の方向のばらつきがあるといった制約上、大きな梁が造られなかった。しかし近年、様々な種類の集成材が開発され、強度のばらつきが少なく、なおかつ大きな梁が造られるようになっている。

## 梁の意匠
露出する梁には意匠的な工夫がなされ、ときに細かい装飾が施される。
寺社建築では、虹梁(こうりょう)と呼ばれる装飾的な梁が用いられる。「虹」の名は、緩やかに湾曲した形状に由来する。虹梁には彫刻や彩色などの凝った装飾がなされることが多い。S字型に湾曲した海老虹梁（えびこうりょう）は禅宗様の特徴のひとつでもある。
ギリシア建築のオーダーの一要素であるエンタブラチュア （石造の梁） には、しばしば帯状の彫刻が施された。
ログハウスなどでは、木材の質感を強調したデザインの一環として、あえて樹皮を剥いだだけの丸太を梁として用いることが多い。